# Naissance de l'industrie cinématographique italienne
 (mars 2012).
Si vous disposez d'ouvrages ou d'articles de référence ou si vous connaissez des sites web de qualité traitant du thème abordé ici, merci de compléter l'article en donnant les références utiles à sa vérifiabilité et en les liant à la section « Notes et références ».

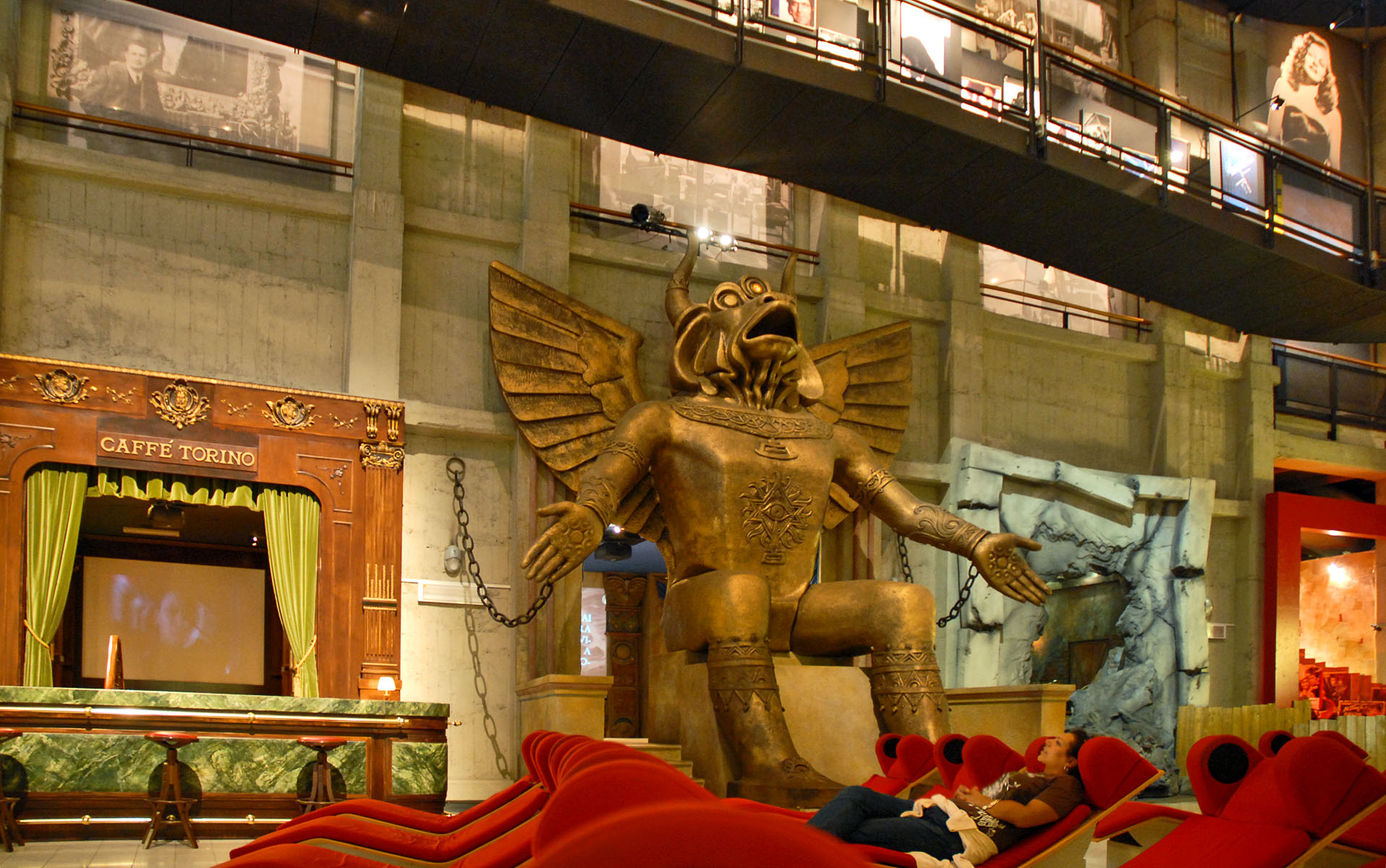
Statue du dieu Moloch utilisée pour le film Cabiria (1914) et conservée au Musée national du cinéma de Turin.

La naissance de l'industrie cinématographique italienne est en général datée entre 1903 et 1909. Elle aboutit à un « âge d'or » qui culmine en 1914.
L'Italie est à l'époque un pays à l'avant-garde du cinéma, où apparaît le long métrage dans sa définition actuelle.
Cet article déborde des débuts proprement dits pour couvrir toute la période qui va jusqu'à la fin de la Première Guerre mondiale.

## Les premières maisons de production

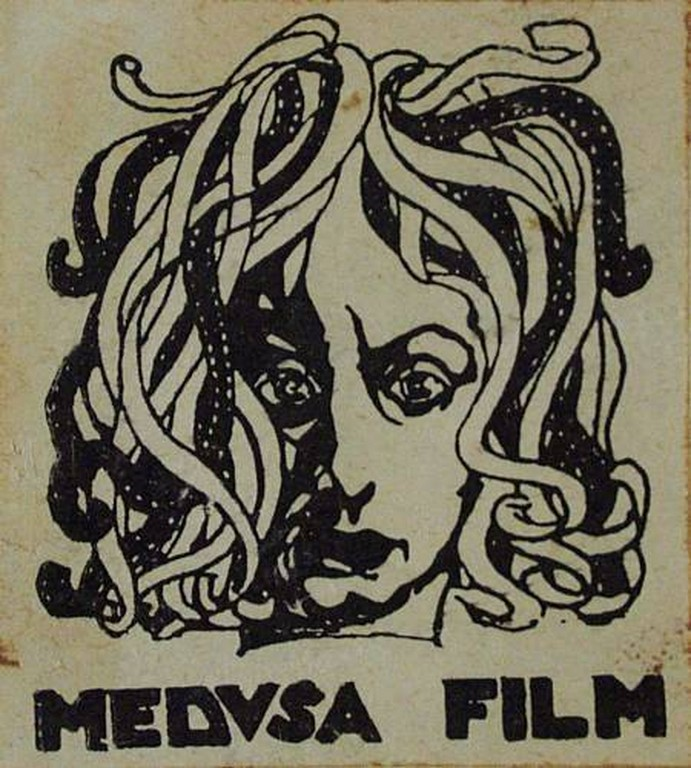
Medusa Film, image de marque, 1916

En Italie, le cinéma était connu depuis l'époque des Frères Lumière, grâce à des salles de cinéma créées dès 1896 et en raison d'une production pionnière de documentaires dont les centres de production se trouvaient essentiellement à Florence et à Turin.
À partir de 1903 naquirent différentes maisons de production cinématographique, grâce à la perspective des gains financiers que le nouveau moyen de divertissement semblait garantir. Les principaux centres étaient :
- Turin, où en peu de temps furent fondées au moins cinq maisons de production : Ambrosio Film, Aquila Films, Itala Film, Pasquali Film et Savoia Film ;
- Rome, avec la société Cines, la Società Italiana Pineschi, puis les années suivantes : Gladiator Film (it) et Rinascimento Film ;
- Milan, avec les studios les mieux équipés de l'époque, bâtis par le producteur Luca Comerio qui fonda une société de production portant dans un premier temps son nom et rebaptisée ensuite Milano Films, suivie par Fortuna Film, Genial Film, Proteus Film et Rosa Film ;
- Naples, où ont été créées plusieurs entreprises cinématographiques, dont certaines devinrent très importantes : Film Italiana, Vesuvio Films, Napoli Film (it) et Partenope Film (it).
- Catane : Etna Film (it), Morgana Film (it), Katana Film (it), Sicula Film (it) et Jonio Film (it).

## Les différents genres
Les premières productions de ces sociétés sont composées de documentaires ainsi que de films inspirés de la tradition théâtrale. Tous les genres s'inscrivent dans le cadre plus général du cinéma muet. Les italiens appellent filone (filon) chacun des thèmes abordés.

### Les films historiques et les péplums

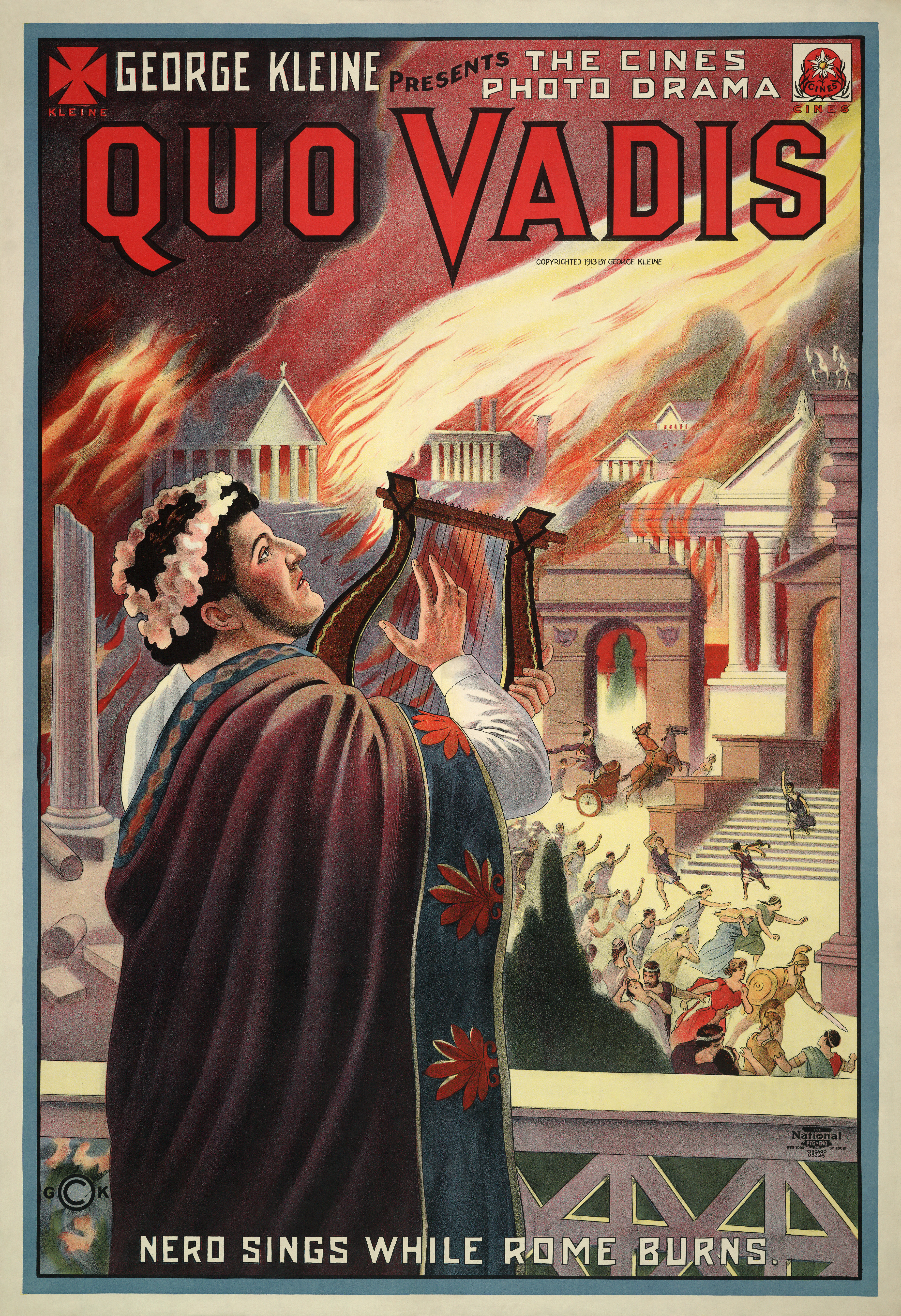
L'affiche de Quo vadis? de 1913

À partir de 1905, la maison de production romaine Cines se lance dans le genre du film historique en costumes, prenant modèle sur la première femme réalisatrice du cinéma, la franco-américaine Alice Guy. Ces films, exportés dans le monde entier, font la fortune des cinéastes italiens et comprennent en particulier le sous-genre du péplum, films se déroulant dans l'antiquité réelle ou mythologique.
Le premier film historique italien s'intitule La Prise de Rome (20 septembre 1870) (La Presa di Roma), réalisé par Filoteo Alberini. Sa durée est d'environ quinze minutes, il est composé d'une série de tableaux vivants directement inspirés du monde de l'art et en particulier des œuvres du peintre Michele Cammarano.
Sont produits ensuite Quo vadis? en 1912 et La Jérusalem délivrée, tous deux réalisés par Enrico Guazzoni.
À Turin, la maison Ambrosio Film, encouragée par le succès du genre, produit en 1908 Les Derniers Jours de Pompéi, réalisé par Mario Caserini, film à grand budget avec des effets visuels qui recréent l'éruption volcanique, avec des scènes de foule dans une atmosphère de terreur. Ainsi naît le genre du film catastrophe, toujours sous la forme d'une série de tableaux vivants.
Leur succès entraîne une multiplication des films de ce type, qui représentent à l'écran un peu tous les grands personnages de la Rome antique et de la Renaissance, qu'ils soient historiques ou mythologique.

### La «Serie d'arte»

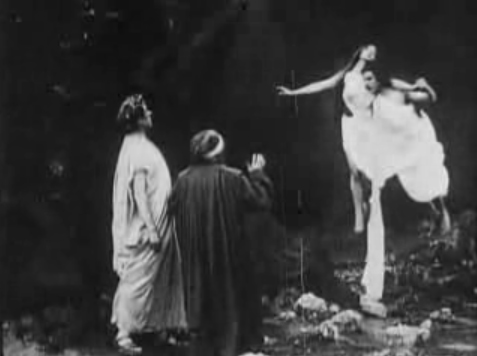
L'Enfer de Milano Films en 1911

En 1908, le succès de la société française Le Film d'art pousse les Italiens à imiter ce type de films aux ambitions culturelles, spectaculaires et raffinées.
C'est la maison turinoise Itala Film de Giovanni Pastrone qui se lance la première dans une « Serie d'arte » avec le film La Chute de Troie en 1910. La durée moyenne des films historiques, qui est jusque-là d'une dizaine de minutes, commence dans les années 1910 à se rallonger de façon considérable, même si le style reste le même que les premiers films, avec un cadrage en plan moyen ou en plan d'ensemble qui reproduit la vision du spectateur de théâtre.
En 1911, Milano Films produit un film de grande ambition littéraire et artistique, L'Enfer, précédé la même année par un film concurrent de Helios Film (it), dont les studios se trouvent alors à Velletri, près de Rome.

### Pastrone, le visionnaire du spectacle

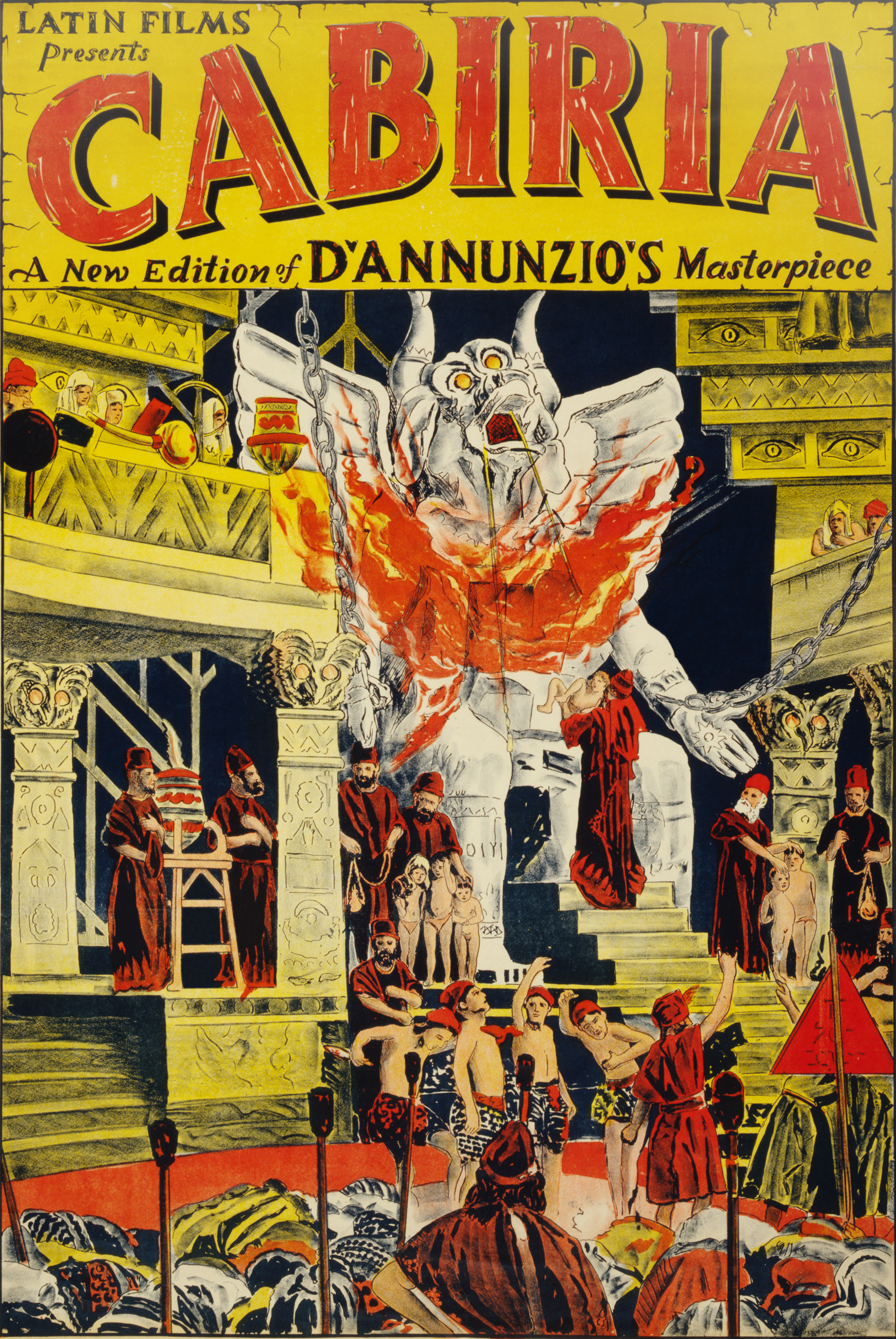
L'affiche de Cabiria

Giovanni Pastrone, de Itala Film à Turin, a déjà réalisé en 1911 La Chute de Troie, tout en cadrages fixes. Encouragé par le succès commercial de son film, il se consacre à la réalisation d'une œuvre plus ambitieuse, Cabiria de 1914.
L'ambition de Cabiria se manifeste à la fois dans sa durée (plus de deux heures et demie de film), dans les mises en scène spectaculaires directement inspirées de la tradition de la machinerie de l'opéra, et dans la systématisation d'une technique nouvellement imaginée par des cinéastes américains : le travelling.
Pour ce film, Giovanni Pastrone choisit comme collaborateurs certains des meilleurs représentants de la culture de l'époque, parmi lesquels Gabriele D'Annunzio et Ildebrando Pizzetti. Le film reçoit un accueil triomphal et attire l'attention du réalisateur américain David W. Griffith qui loue en particulier la direction d'acteurs. Le cinéaste italien développe en effet dans son film un jeu des comédiens, sobre et pourtant très expressif, dont s'inspire Griffith pour son chef-d'œuvre en tournage : Naissance d'une nation

### Les films comiques
Une autre production digne d'intérêt est celle des films comiques.
Elle utilise comme pionniers des acteurs d'origine étrangère, comme le Français André Deed qui interprète Cretinetti (« Boireau » dans la version française), un personnage farceur, pochard et coureur. On peut aussi citer le franco-italien Ferdinand Guillaume, associé à son personnage de Polidor, un ingénu rêveur, à mi-chemin entre l'homme et l'enfant, consacré dans le film Pinocchio de 1911, en parfait équilibre entre la fantaisie et la réalité. L'Espagnol Marcel Fabre développe le personnage de Robinet, et le Français Raymond Dandy le personnage de Kri Kri.
À ces derniers s'ajoutent au fil des ans des acteurs italiens, comme le Piémontais Ernesto Vaser, interprète du personnage de Fricot. Gigetta Morano, avec le personnage de Gigetta, est la première actrice comique du cinéma italien, suivie par Lea Giunchi, originaire d'Émilie-Romagne, interprétant Lea.
Son fils, Eraldo Giunchi, est l'un des premiers acteurs enfants du cinéma italien. Il interprète le personnage comique de Cinessino. Parmi les acteurs italiens moins importants, on peut citer aussi le Napolitain Giuseppe Gambardella et son personnage de Checco ; Armando Gelsomini, avec Jolicœur, ou Pacifico Aquilanti et Lorenzo Soderini, qui interprètent l'un après l'autre le personnage de Cocò.

### Les drames mondains et les films de divas

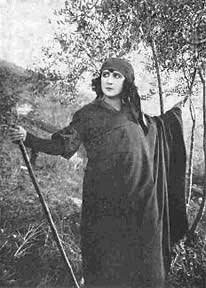
Leda Gys.

À partir de 1914, un nouveau genre s'affirme, celui du « drame mondain », souvent tiré de textes de Gabriele D'Annunzio ou de Henry Bataille. Ces films mettent en vedette, souvent dans des rôles de « femmes fatales », de nouvelles actrices vedettes (« divas ») parmi lesquelles Lyda Borelli, Francesca Bertini et Lina Cavalieri. Ils éclipsent rapidement les films-spectacles et mettent à la mode des styles de mise en scène mélodramatiques et des récits de passions implacables.
Ce qui distingue vraiment ces films des autres est la figure de la diva, idéal de femme fatale importé du cinéma scandinave, la vamp, femme-vampire. Le divo, son équivalent masculin, apparaît bientôt. La célébrité des vedettes du cinéma italien est entretenue par la radio et la presse écrite.
Le genre du film de diva culmine entre 1915 et 1921. On trouve parmi les meilleures œuvres Thaïs, Rhapsodie satanique ou Carnevalesca.
Sur le plan de la forme, le film de divas s'inspire de la peinture contemporaine et des figures sensuelles de l'Art nouveau. Les thèmes portent sur les drames amoureux plus ou moins troubles, entremêlés d'histoires de mort et d'esclavage moral. Les effets dramatiques et le jeu d'acteur tendent à l'excès et à l'emphase. Tout est extravagant et exagéré. Le film de divas a une influence fondamentale sur l'utilisation du gros plan et de ses possibilités expressives infinies. Les scènes sont souvent longues et statiques, avec des corps allongés et des poses esthétisantes, plus adaptées à la contemplation qu'à la narration. De fait, l'histoire de ces films, d'une crédibilité inégale, fait souvent figure de simple prétexte.
Le culte de la diva est également un moyen de promouvoir les films, en créant des attentes dans le public. Il garantit un retour sur investissement élevé, et est rapidement exporté vers les États-Unis, où les stars deviennent une institution à part entière.
En plus des Francesca Bertini et de Lyda Borelli déjà citées, Pina Menichelli, Italia Almirante Manzini, Leda Gys, sont de célèbres divas du cinéma italien. Au fil du temps, la façon de jouer la comédie des unes et des autres se spécialisent, entre un jeu naturel fondé sur la simplicité et la distance, et un jeu excessif et exaspéré. Les meilleures actrices savent souvent jouer sur plusieurs registres, comme Francesca Bertini qui fait une grande démonstration de réalisme dans Assunta Spina, pour revenir ensuite à des modèles plus tourmentés. En 1916, « la » Borelli se fait remarquer avec Malombra tiré du roman d'Antonio Fogazzaro. Mais c'est Eleonora Duse qui rend le film de divas respectable sur le plan artistique en interprétant le personnage d'une vieille mère, faible et abandonnée, en 1916 dans le film Les Cendres du passé (Cenere), tiré d'une œuvre de Grazia Deledda.

### Le cinéma futuriste

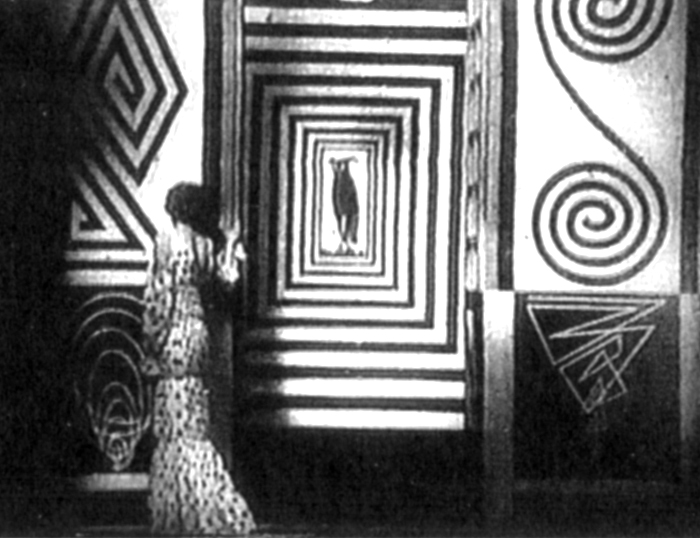
Thaïs (1917)

Le cinéma futuriste est la composante cinématographique du mouvement futuriste qui existe de 1904 à 1920. Se voulant un cinéma d'avant-garde, il rejette la tradition esthétique et exalte le monde moderne, en particulier la civilisation urbaine, les machines et la vitesse.
Les frères Arnaldo et Bruno Ginanni-Corradini, sous les pseudonymes futuristes de Arnaldo Ginna et Bruno Corra, réalisent, entre 1910 et 1912, des courts métrages en peignant directement sur la pellicule. Un autre film est tourné en 1914 par Aldo Molinari : Mondo baldoria (Monde bombance), directement inspiré d’un manifeste futuriste d’Aldo Palazzeschi. En 1916, Vita futurista (Vie futuriste) se veut, d’après l’analyse de Giovanni Lista, un film-performance. À la même date, Thaïs cherche un compromis avec le cinéma institutionnel. Les projets d’après-guerre, signés par Pannaggi, Depero, Viviani, Prampolini, Paladini, Farfa et d’autres, proposent de multiples idées et solutions, confirmant ainsi la pluralité du futurisme en tant qu'idéologie globale de l’esprit d’avant-garde, par conséquent non réductible à un simple programme formel ou stylistique.

## Accompagnement musical
Suivant l'exemple de Cabiria, les films étaient diffusés avec un accompagnement musical signé par les grands noms de la scène musicale contemporaine. En 1915, dans Rhapsodie satanique (Rapsodia satanica), Lyda Borelli jouait sur de la musique écrite exprès pour cela par Pietro Mascagni.

## Pourquoi l'Italie?
L'Italie se distingue par le fait d'avoir donné naissance une industrie cinématographique digne de ce nom bien avant les pays qui avaient inventé le cinéma, les États-Unis et la France.
L'Italie était alors un pays dont l'unité nationale était encore récente. De fait, la première grande production italienne, La presa di Roma, célébrait les évènements de 1870 qui avaient vu naître la nation. La naissance d'une bourgeoisie industrielle et le besoin de « créer » la nouvelle nation sont autant d'éléments qui ont fait converger les capitaux nécessaires vers le nouveau moyen de divertissement que constituait le cinéma.
Les Italiens ont réussi à avoir l'intuition précoce de l'importance économique du cinéma dans le domaine des loisirs et pour transmettre des messages à la population. Dans les films historiques, on assiste effectivement à la recherche d'une identité nationale, créée en puisant à la source intarissable des mythes du passé italien, de façon à cimenter le nationalisme de personnes qui étaient jusqu'alors habituées à raisonner en fonction de l'indépendance de leurs petits États régionaux.